# Aérodrome de Saint-Jean-d'Angély - Saint-Denis-du-Pin
L’aérodrome de Saint-Jean-d’Angély - Saint-Denis-du-Pin (code OACI : LFIY) est un aérodrome ouvert à la circulation aérienne publique (CAP), situé à 2 km au nord de Saint-Jean-d'Angély, en Charente-Maritime (région Nouvelle-Aquitaine, France).
Il est utilisé pour la pratique d’activités de loisirs et de tourisme (aviation légère et hélicoptère).
L'Aéroclub Angérien a été l'un des clubs les plus « jeunes » de France puisqu'il a été représenté en 2015 (et ce pendant 6 ans) par le président le plus jeune de France, âgé alors de 18 ans, époque à laquelle la moyenne d'âge des pilotes se situait autour de 25 ans.

## Histoire
Les activités aéronautiques débutèrent à Saint-Jean-d'Angély dès 1910, au balbutiement de l'aviation. Le 8 avril 1935 eut lieu la première réunion officielle des Ailes Angériennes, son premier président fut André Guillon. Le club changea de nom pour devenir l'Aéroclub Angérien.     

## Installations
L’aérodrome dispose d’une piste en herbe orientée est-ouest (10/28), longue de 850 m et large de 50.
L’aérodrome n’est pas contrôlé. Les communications s’effectuent en auto-information sur la fréquence de 123,500 MHz.
L’avitaillement en lubrifiant n'y est pas possible.

## Activités
- Aéroclub Angérien.